# Lomellina
De Lomellina is een streek in Noord-Italië, in de noordwesthoek van de Lombardische provincie Pavia. Ze wordt in het westen begrensd door de rivier Sesia, in het zuiden door de stroom Po en in het oosten door de rivier Ticino. De belangrijkste stad van de streek is Vigevano. Tot 1860 was Lomellina een zelfstandige provincie met als hoofdstad Mortara.
Kenmerkend voor de Lomellina zijn de rijstvelden waar de bekende risottorijst verbouwd wordt. Het agrarische gebied brengt tevens veel maïs en fruit voort.